# Lage (Vila Verde)
Lage é uma povoação portuguesa sede da Freguesia de Lage do Município de Vila Verde, freguesia com 4,87 km² de área e 3054 habitantes (censo de 2021), e, por isso, uma densidade populacional de 627,1 hab./km².

## Demografia
A população registada nos censos foi:
| Distribuição da População por Grupos Etários | Distribuição da População por Grupos Etários | Distribuição da População por Grupos Etários | Distribuição da População por Grupos Etários | Distribuição da População por Grupos Etários |
| -------------------------------------------- | -------------------------------------------- | -------------------------------------------- | -------------------------------------------- | -------------------------------------------- |
| Ano                                          | 0-14 Anos                                    | 15-24 Anos                                   | 25-64 Anos                                   | > 65 Anos                                    |
| 2001                                         | 475                                          | 353                                          | 1146                                         | 270                                          |
| 2011                                         | 577                                          | 342                                          | 1613                                         | 363                                          |
| 2021                                         | 515                                          | 376                                          | 1693                                         | 470                                          |

## Paróquia
A paróquia da Lage celebra no dia 7 de janeiro, a festa litúrgica do seu padroeiro, São Julião. O mártir Julião viveu no século III, em Antioquia, e dedicou a sua vida, em colaboração com Basilissa (sua esposa), à assistência aos pobres e necessitados, chegando mesmo a transformar a sua casa num hospício. Demonstrou dedicação pelos assuntos da Igreja, o que poderá ter provocado desaprovação por todos os que eram considerados pagãos na época. Esse mesmo sentimento deverá ter levado Marciano, um governador da Antioquia, a prendê-lo e puni-lo, sendo a sua sentença percorrer as ruas da cidade amarrado, como forma de mostrar a punição exercida sobre os cristãos. Manteve-se fiel à sua fé cristã e aos seus princípios, o que levou à continuidade das respectivas torturas, causa da sua morte.

## História
A paróquia de São Julião de Lage encontrava-se dividida em três partes: a parte poente pertencia ao Couto de Moure, a nascente e norte ao concelho de Vila Chã e Larim e a parte sul ao concelho de Prado. Por decreto de 24 de outubro de 1855 passou para o concelho (atual município) de Vila Verde. 

## Lugares
Aguela, Agrelo, Aldeia-Bouçós, Assento, Bargo, Barroco, Barromau, Boal, Boca, Bonelinha, Botão, Bouças, Bouçós de Baixo, Bouçós de Cima, Cabo, Cardeira, Carradiça, Carregosa, Carvalhaes, Carvalhal, Carvalhó, Casal, Castilhão, Cruzeiro, Igreja, Febros, Fonte, Godinho, Goja, Hospital, Monte de Santa Helena, Montinho, Nogueira, Olivais, Outeiro, Outeiros, Palmeiró, Penedos, Penouco, Ponte, Quinta dos Outeiros, Quintão, Quinãs, Regadas, Ribeira, Ribeirinha, Roupeira, São Miguel, Sarrela, Seara, Sobreiro, Souto, Talhos, Urjal, Varziela e Velido.